# Hannes Drews
Hannes Drews (* 27. März 1982 in Neumünster) ist ein deutscher Fußballtrainer.

## Karriere
Drews begann seine Trainerkarriere mit 16 Jahren in der Jugend des TuS Nortorf. Dort war er zunächst für die U17 und die U19 zuständig. Parallel dazu spielte Drews selbst noch aktiv, musste seine Spielerkarriere aber auf Grund von diversen Knieoperation aufgeben. In der Spielzeit 2010/11 trainierte er dann die Seniorenmannschaft des Verbandsligisten.
Nach einem Jahr als Herrentrainer wechselte Drews zu Holstein Kiel, wo er zunächst für sechs Monate als Co-Trainer der A-Junioren (U19), später aber für dreieinhalb Jahre als Cheftrainer der B1-Junioren (U17) fungierte. Zur Saison 2016/17 übernahm er die U19 als Cheftrainer.
Im September 2017 wechselte Drews als Cheftrainer zum Zweitligisten FC Erzgebirge Aue. Dort trat er die Nachfolge des zuvor entlassenen Thomas Letsch an. Mit dem FC Erzgebirge schaffte er über die Relegation gegen den Drittplatzierten der 3. Liga den Klassenerhalt.
Auf Wunsch von Hannes Drews wurde der laufende Vertrag mit dem FC Erzgebirge Aue zum Saisonende 2017/18 aufgelöst.
Zur Saison 2019/20 übernahm Drews die zweite Mannschaft (U21) des Hamburger SV, die in der viertklassigen Regionalliga Nord spielte. Er beendete die Spielzeit, die im März aufgrund der COVID-19-Pandemie unter- und später abgebrochen wurde, auf dem 14. Platz. Bis dahin hatte die Mannschaft 22 Spiele absolviert. Zur Saison 2020/21 wechselte Drews in den Trainerstab der Profimannschaft und wurde neben Merlin Polzin zweiter Co-Trainer des neuen Cheftrainers Daniel Thioune, mit dem er 2016 den Lehrgang zum Fußballlehrer erfolgreich absolviert hatte. Er blieb auch in seiner Position, als Thioune Anfang Mai 2021 drei Spieltage vor dem Saisonende übergangsweise durch Horst Hrubesch ersetzt wurde. Dem Trainerstab um den neuen Cheftrainer Tim Walter gehörte Drews in der Folge nicht mehr an.
Anfang Januar 2022 wurde Drews bei Werder Bremen neben Patrick Kohlmann Co-Trainer von Ole Werner.

## Privates
Drews ist gelernter Versicherungskaufmann.